# シフドルフ
シフドルフ（ドイツ語: Schiffdorf、低地ドイツ語: Schippdörp）は、ドイツ連邦共和国ニーダーザクセン州クックスハーフェン郡に属す町村（アインハイツゲマインデ）である（以下、本項では便宜上「町」と記述する）。

## 地理

### 自治体の構成
| 地区名                                | km2  | 人口（人）    | 地区図 |
| ------------------------------------- | ---- | ------------- | ------ |
| ブラーメル                            | 15.5 | 0712          |        |
| ゲーステンゼート                      | 11.9 | 0959          |        |
| ラーフェン                            | 04.2 | 0113          |        |
| シフドルフ                            | 13.0 | 3556          |        |
| ゼルシュテット                        | 22.1 | 1931          |        |
| シュパーデン                          | 10.9 | 4638          |        |
| ヴェーデル （アルトルネベルクを含む） | 24.1 | 2159 (約 250) |        |
| ヴェーデン                            | 11.8 | 0598          |        |

面積: 2017年8月現在シフドルフ町発表の数値、人口: 2019年8月31日または7月31日現在

### 隣接する市町村
シフドルフは、北はゲーストラント、東と南東はベーヴァーシュテット、南西はロクスシュテット、西はブレーマーハーフェンと境を接している。

## 歴史
1974年の自治体新設は、シフドルフ集落よりも大きなシュパーデン集落において、しばしば抵抗運動を引き起こした。これは直接的な結びつきが薄いことと、ゲーステ川で隔てられているためであった。1971年から1974年までザムトゲマインデ・ゲーステオルトに加盟するブラーメル、シフドルフ、ゼルデュテットは緊密な結びつきを築いていた。ヴェーデルとゲーステンゼートは、元々合併自治体シフドルフに加わる計画ではなかった。その替わりに、ケーレン（現在はゲーストラント市）、フェルスドルフ、ヴォリングスト（現在はともにベーヴァーシュテット）とともにザムトゲマインデを形成する予定であったが、地域の関心不足からこれを実現することができなかった。これに対してアルトルネベルクは1967年に既にヴェーデルに合併していた。かつてはシフドルファーダム（現在はブレーマーハーフェンに属す）もシフドルフに属していた。シフドルファーダムの高い人口密度を背景に、シフドルフも1927年にヴェーザーミュンデに合併するはずであった。しかしシフドルフ集落は農村に位置づけられていたため、実地検査後も独立を許された。

### 町村合併
1972年に小さな農業集落アペラーが合併し、シフドルフの一地区となった。
1974年3月1日にそれまで独立した町村であったブラーメル、ゲーステンゼート、ラーフェン、シフドルフ、ゼルシュテット、シュパーデン、ヴェーデル、ヴェーデンが合併し、アインハイツゲマインデ・シフドルフが形成された。

## 住民

### 人口推移
| 年         | 1961  | 1970  | 1975   | 1987   | 1992   | 1997   | 2002   | 2007   | 2011   |
| ---------- | ----- | ----- | ------ | ------ | ------ | ------ | ------ | ------ | ------ |
| 人口（人） | 8,631 | 9,287 | 10,146 | 11,278 | 11,859 | 12,962 | 14,038 | 13,981 | 14,001 |

1961年6月6日と1970年5月27日は、それぞれ後にこの町に合併される町村の人口調査結果の和、1975年、1987年以降は12月31日

## 行政

### 議会
シフドルフの町議会は31人の議員で構成されている。これは、人口 12,001人から15,000人の自治体の議員定数である。議員は5年ごとの住民による選挙で選出される。
この他に専任の町長も町議会での投票権を有している。

### 首長
シフドルフの専任の町長はヘンリク・ヴェルナー (CDU) である。

### 紋章
シフドルフの町の紋章の設計は、ベルギー出身で後にオッテルンドルフに住んだ紋章官で紋章デザイナーの Albert de Badrihaye が行った。彼はヘットホルン、ホルテ＝シュパンゲン、ヴァンヘーデン、その他クックスハーフェン郡の多くの集落の紋章を設計した。
図柄: 青地。銀の波の上に銀色の帆を上げたオーア金色のコグ船。その向かって右に金色の穂が描かれている。
解説: コグ船は町の名前（Schiffdorf = 船の村）を表している。穂は、この町にとって重要な農業を意味している。

## 文化と見所

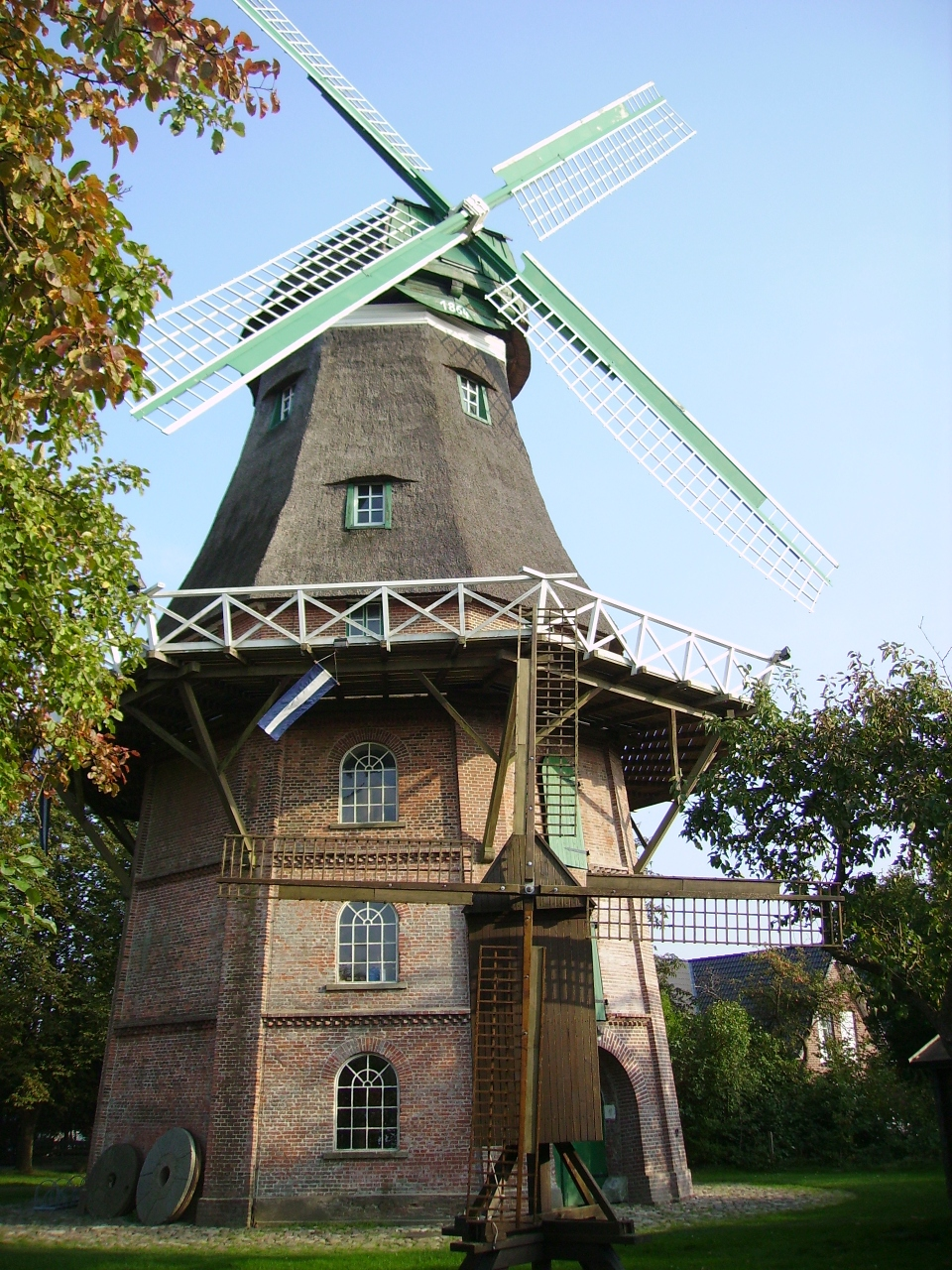
シフドルフの風車

### 建造物
- シフドルフ通信塔
- マルティンス教会
- 風車
- ビスマルク塔（1911年 - 1966年）
- シフドルフのフラッシュ・ロック

- シフドルフの通信塔
- 聖マルティンス教会

## 経済と社会資本

### 交通
この町は、ブレーマーハーフェンの東から北東に走る連邦アウトバーン A27号線に直接面している。また、ゼルシュテット、ヴェーデル、ゲーステンゼートの駅でエルベ＝ヴェーザー鉄道・交通会社が運営するブレーマーハーフェン - ブクステフーデ線に接続する。
1947年から1958年までブレーマーハーフェン交通会社 AG (VGB) はトロリーバスをブレーマーハーフェン中央駅からシフドルフまで運行していた。シフドルファーダムの企業駅がトロリーバス＝ホールとして利用されていた。路線番号はローマ数字で表され、シフドルフ行きが I号線、市役所行きが II号線であった。

### 連邦軍
1971年から1994年までシフドルフは空軍の基地であった。第36対空ミサイル分隊の第4砲兵隊が町の北東部の新たに建設された兵舎に配備されていた。ハインリヒ＝マーラー通りの部分的に改築された建物は現在、民営のシニアセンターとして利用されている。

## 関連図書
- Ludwig Hinrich Wilken Bremer (1936). Chronik der Gemeinde Schiffdorf. Schiffdorf 2019年9月15日閲覧。
- Jürgen H. Th. Prieß (1973). Landkreis Wesermünde. Kommunalpolitik + Wirtschaft. Oldenburg: Stalling Verlag
- Fritz Hörmann u. a. (1995). Kulturstiftung der Kreissparkasse Wesermünde. ed. Flurnamensammlung Wesermünde – Die Flurnamen des Grundsteuerkatasters von 1876. Sonderveröffentlichungen der Männer vom Morgenstern, Heimatbund an Elb- und Wesermündung e. V. Band 27. Bremerhaven: Männer vom Morgenstern Verlag. p. 18. ISBN 978-3-931771-27-0
- Dirk Peters (Januar 2018). Männer vom Morgenstern, Heimatbund an Elb- und Wesermündung e. V.. ed. “125 Jahre Schiffdorfer Stauschleuse. Ein technisches Denkmal der Wasserbaugeschichte im Elbe-Weser-Dreieck”. Niederdeutsches Heimatblatt (Bremerhaven: Nordsee-Zeitung GmbH) (817):  1–2.

## 訳注
1. ↑  ドイツ語: Einheitsgemeinde、集合自治体であるザムトゲマインデに対して単一の自治体であることを明示する用語である。